# Lémy Lémane Coco
Pour les articles homonymes, voir Lémane et Coco.
Lémy Lémane Coco est un écrivain français, né 5 juillet 1951 à Morne-à-l'Eau en Guadeloupe.

## Biographie

### Enfance
Il nait en Guadeloupe en juillet 1951 à Morne-à-l'Eau dans une famille de huit enfants,. Dès l'âge de treize ans, il découvre l’écriture poétique avec son institutrice Paule Dursus, poétesse elle-même. À l’âge de 18 ans, il rejoint Paris où il poursuit ses études.
Devenu un cadre supérieur, son parcours professionnel l’amène en Alsace en 1980 où il crée sa propre entreprise d’informatique, puis il enseigne l'informatique. Coureur automobile dans les années 1980-1990, il s’illustre brillamment en rallye automobile et Course de côte et aussi dans le judo et le jiu-jitsu qu’il enseigne depuis 1996.
Il est le fondateur du Club des Arts Martiaux de Wittelsheim en 2008, il y enseigne également le taïso.
Son premier ouvrage, Illusions, en 1997, est un recueil de poésie, rendant hommage à l'institutrice qui lui donna le goût pour l'écriture et la poésie. Pour Lémy, en référence à Stuart Merrill, la poésie est communion avec les âmes les plus harmonieuses de l'humanité.

### Activités
En 1984, il rencontre le poète alsacien Patrice Hovald, avec lequel il collabore longtemps. Hovald préface deux de ses recueils de poésie, 150 ans et Silence, publiés en 1998 et 1999.
Lémy Lémane Coco est conférencier sur l’histoire de l'esclavage, le traumatisme historique, l'estime de soi et la résilience. Il participe aussi à l’enseignement pédagogique de l’esclavage dans les lycées et collèges. En 2007, il intervient aux conférences sur "Mémoire et citoyenneté - pour que le passé éclaire l'avenir" organisé par le Conseil général du Haut-Rhin, lors de l'exposition Les routes de l'abolition de l'escalvage.
En 2013, il sort un essai, Rôles et Résistances des Femmes Esclaves, qui relate la vie des femmes pendant l'esclavage et leurs rôles oubliés dans l’émancipation des noirs.
Il est membre de la Société des gens de lettres de France (SDGL), sociétaire de la Société des poètes français (SPF) et de la Société des Écrivains d'Alsace, de Lorraine et du Territoire de Belfort (SEAL).
Depuis 2000, Lémy Lémane Coco vit entre la Normandie et l'Alsace. Il se consacre toujours aux arts martiaux, à l'écriture et à la recherche historique pour induire une approche compréhensive de l’impact de l’esclavage sur l’évolution sociale, psychologique et spirituelle de l’homme noir.

## Œuvres

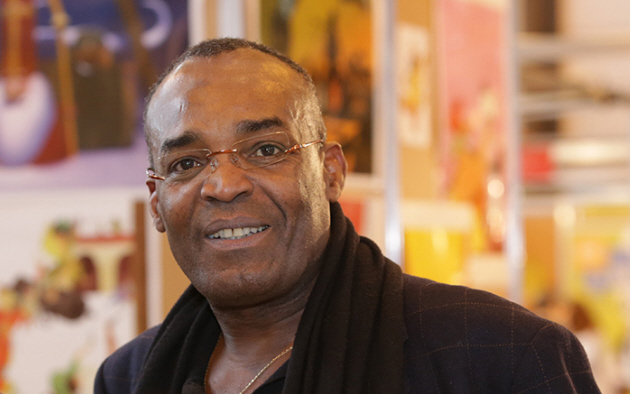
Lémy Lémane Coco

### Poésie
- 1997 : Illusions, Poèmes, éditions Lemco (OCLC 467865901).
- 1998 : 150 ans, Poèmes, éditions Lemco (Préface Patrice Hovald)  (ISBN 2-9513062-0-2).
- 1999 : Silence, Poèmes, éditions Lemco (Préface Patrice Hovald)  (ISBN 2-9513062-1-0).
- 1999 : Fragmes, Poèmes, éditions Lemco.
- 2007 : Et l’amour s’en souvient, Poèmes, éditions Ibis Rouge  (ISBN 978-2844503244).
- 2011 : Griots à perte d'oubli, Poèmes, Éditions Vents d'ailleurs  (ISBN 978-2-911412-93-6).

### Romans
- 2002 : Le vieil homme et le coupeur, éditions Ibis Rouge  (ISBN 2-84450-140-0).
- 2010 : Grand Café, Ibis Rouge  (ISBN 978-2-84450-361-9).
- 2017 : Les Naufragés de la Conscience, éditions Monde Global  (ISBN 979-1-0908-5426-0).
- 2019 : Et c'était ainsi, éditions Orphie  (ISBN 979-10-298-0355-0).
- 2024 : Sénégal Voyage Au-delà d'une Traite, Éditions Orphie ( (ISBN 979-10-298-0676-6)).

### Essais
- 2005 : Regards sur l’esclavage, éditions Ménaibuc  (ISBN 2-911372-72-7).
- 2008 : Histoire de l’esclavage dans les colonies françaises, éditions Monde Global  (ISBN 2916435387).
- 2012 : Histoire de l’esclavage dans les colonies françaises, Réédition, Éditions Orphie  (ISBN 978-2-87763-807-4).
- 2013 : Rôles et Résistances des Femmes Esclaves, Éditions Orphie  (ISBN 978-2-87763-898-2).

## Distinctions
- 1998 : Grand Prix Littéraire du Pays de Neuf-Brisach - Prix de Poésie de la Plume au Papier pour 150 Ans, éditions Lemco.
- 2006 : Trophée de la culture de la ville de Mulhouse pour Regards sur l’esclavage, éditions Ménaibuc.
- 2010 : Grand Prix de la ville de Colmar pour Grand Café, Ibis Rouge Éditions[5],[6],[7].
- 2014 :  Bôkô d'or de la Ville de Morne-à-l'Eau (Guadeloupe ) pour lensemble de ses oeuvres.
- 2015 : Prix des lecteurs "PLIS FÔS 13", Marseille, pour Rôles et Résistances des Femmes Esclaves, éditions Orphie.